# Kodra
Kodra (ukrainisch und russisch Кодра) ist eine Siedlung städtischen Typs in der ukrainischen Oblast Kiew mit etwa 1400 Einwohnern (2019).

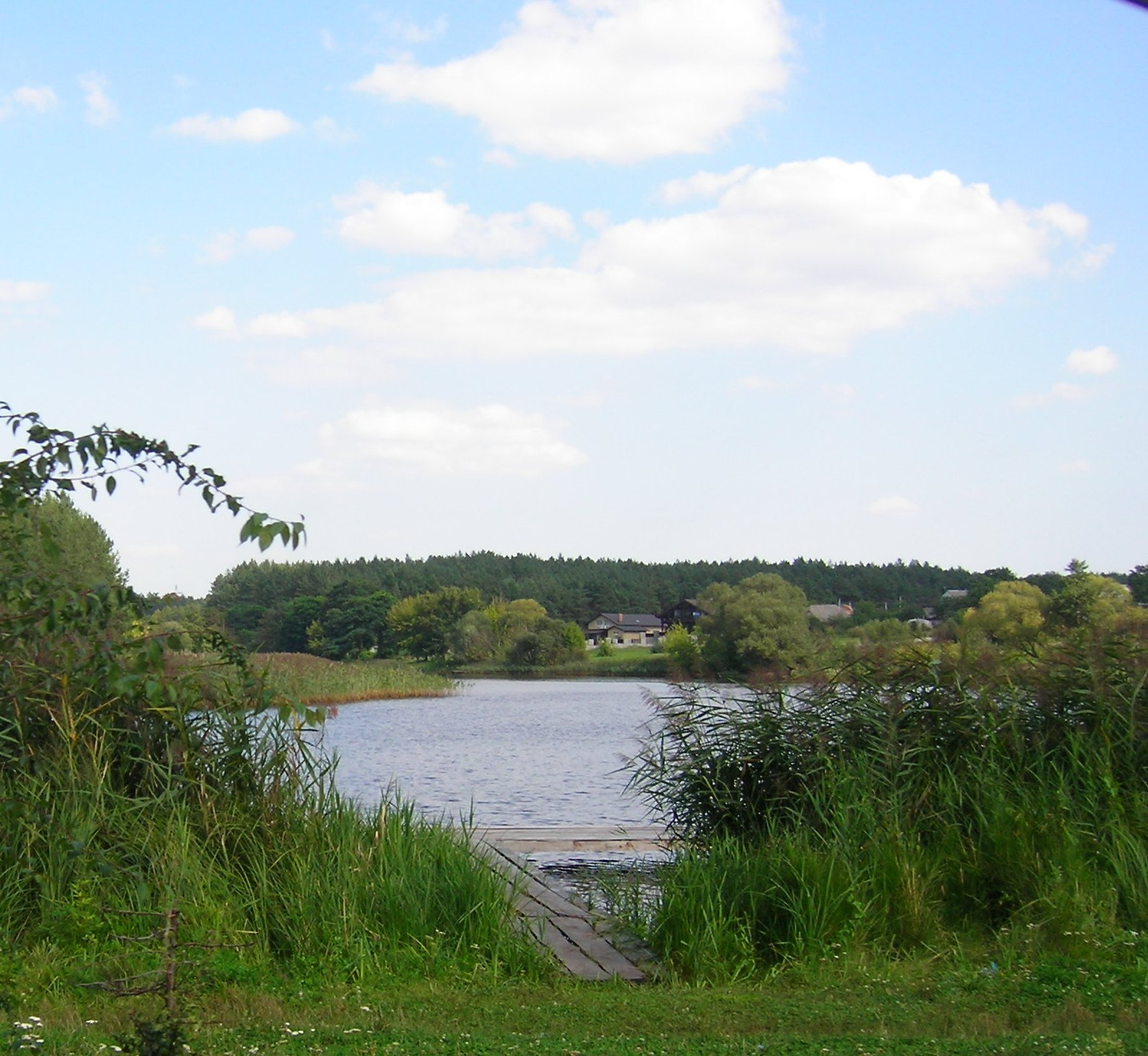
Blick auf Ufer beim Ort

Die im Westen des Rajon Butscha am Ufer der hier angestauten Kodra, einem Nebenfluss des Teteriw, gelegene Ortschaft wurde im Jahr 1600 gegründet und besitzt seit 1938 den Status einer Siedlung städtischen Typs. Das ehemalige Rajonzentrum Makariw liegt 28 km südlich von Kodra.
Am 12. Juni 2020 wurde die Siedlung ein Teil der neugegründeten Siedlungsgemeinde Makariw, bis dahin bildete sie die gleichnamige Siedlungsratsgemeinde Kodra (Кодрянська селищна рада/Kodrjanska selyschtschna rada) im Nordwesten des Rajons Makariw.
Am 17. Juli 2020 kam es im Zuge einer großen Rajonsreform zum Anschluss des Rajonsgebietes an den Rajon Butscha.